# Kościół św. Kazimierza w Pruszkowie
Kościół świętego Kazimierza w Pruszkowie – rzymskokatolicki kościół parafialny należący do dekanatu pruszkowskiego archidiecezji warszawskiej.

## Historia

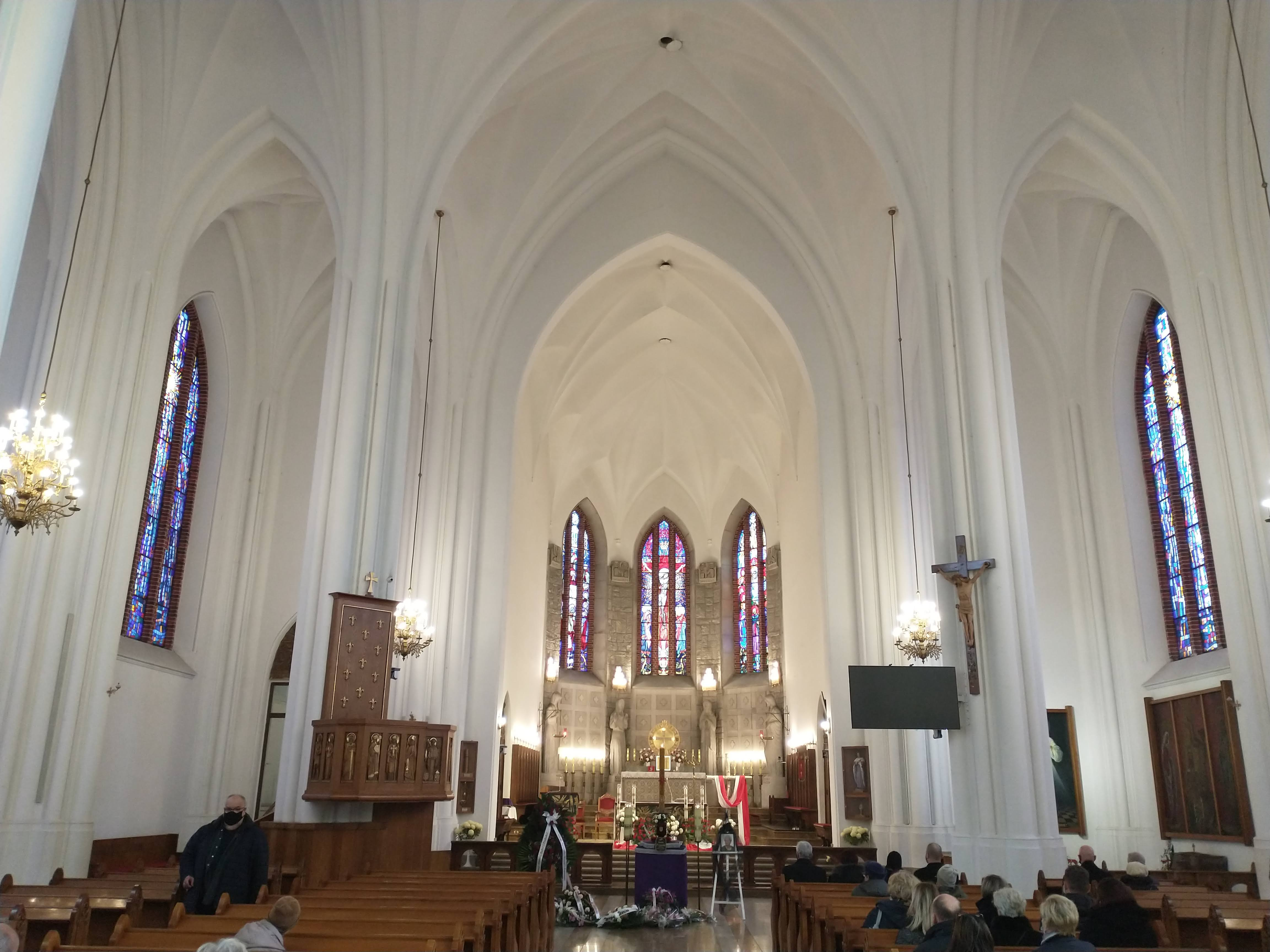
Wnętrze i ołtarz

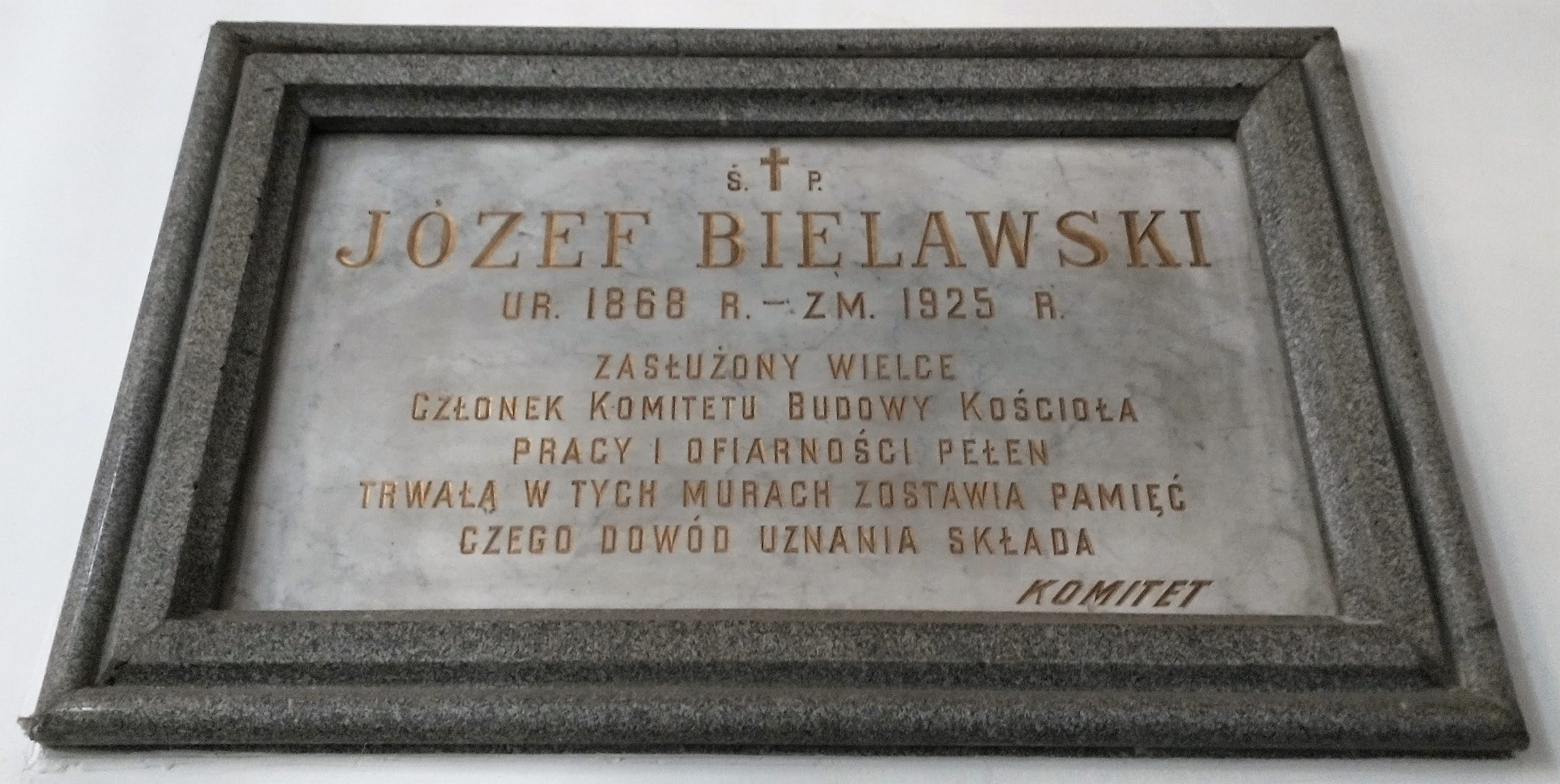
Tablica Józefa Bielawskiego

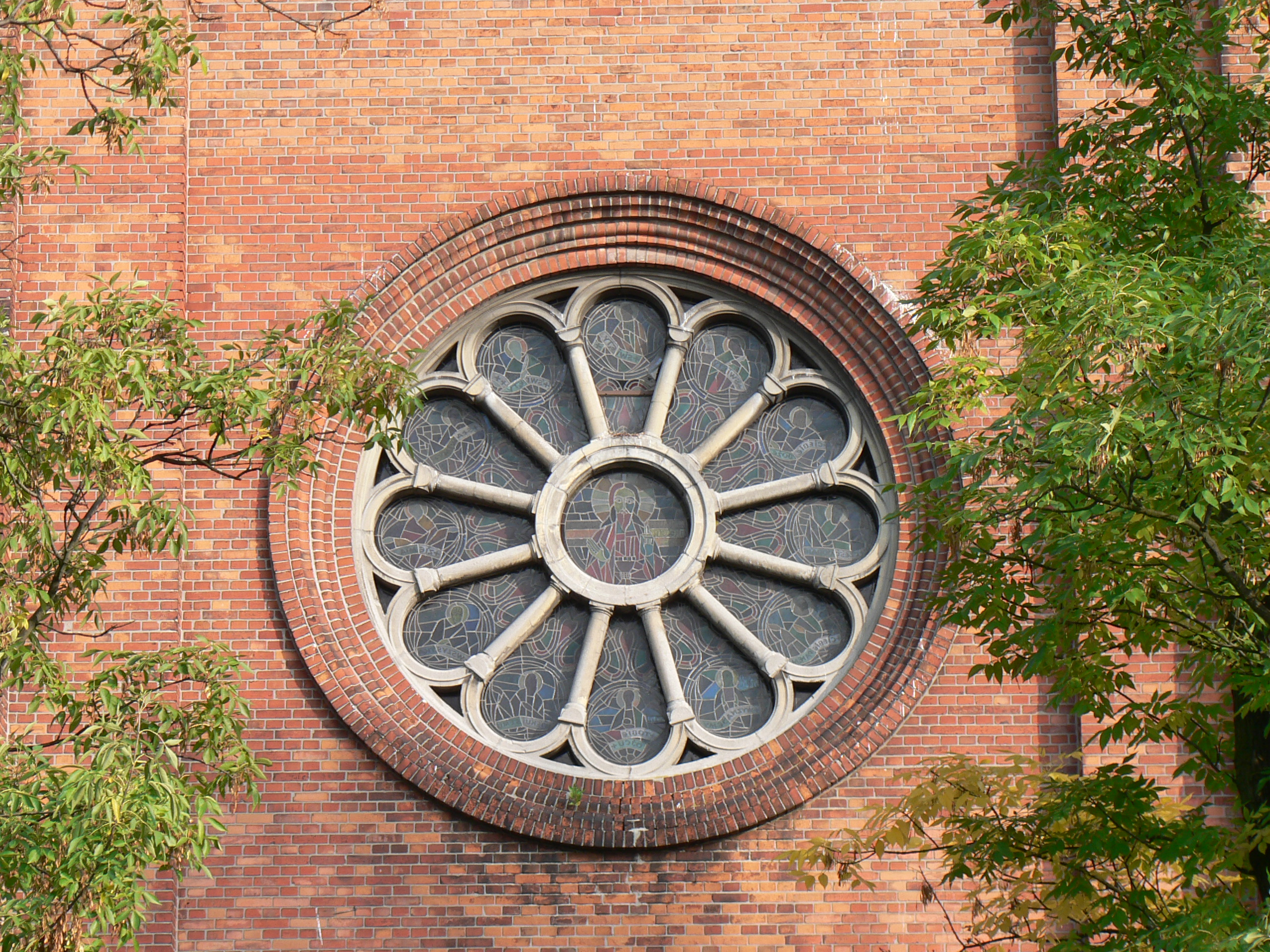
Rozeta

Projekt kościoła opracował inżynier architekt Czesław Domaniewski w 1902 roku. W 1903 roku odbyło się pierwsze zebranie komitetu organizacyjnego z mieszkańcami Pruszkowa, w czasie którego została zebrana gotówka w rublach. Plac pod budowę świątyni został poświęcony w dniu 6 lipca 1907 roku przez proboszcza parafii w Żbikowie, księdza Mariana Szczuckiego. W pierwszej fazie budowy zostały wzniesione fundamenty i mury świątyni do 5 metrów wysokości. Kościół został tak usytuowany, że wybudowana wcześniej drewniana kaplica znalazła się w budowanej środkowej nawie. W grudniu 1909 roku kuria metropolitalna w Warszawie mianowała księdza Edwarda Detkensa rektorem kaplicy filialnej w Pruszkowie. Ksiądz  Detkens pełnił funkcję rektora do 31 grudnia 1911 roku. 
W 1910 pracownicy Fabryki Fajansu zakupili dzwon "Jan", który został powieszony w drewnianej dzwonnicy obok wejścia do kaplicy. Został on wywieziony w 1915 przez wycofujących się z Pruszkowa Rosjan.
Na miejsce Edwarda Detkensa został powołany ksiądz Witold Rostkowski, który w maju 1912 roku rozpoczął drugi etap budowy kościoła: jego mury zostały wzniesione pod dach, który został częściowo pokryty dachówką.
W dniu 9 czerwca 1913 roku została erygowana parafia św. Kazimierza w Pruszkowie przez arcybiskupa warszawskiego, księdza Aleksandra Kakowskiego. Jej pierwszym proboszczem został mianowany ksiądz Wincenty Burakowski. Nie kontynuował on prac budowlanych, ponieważ uniemożliwił je wybuch I wojny światowej. W październiku 1914 roku nieukończona świątynia została uszkodzona przez pociski artyleryjskie. W 1916 roku nowym proboszczem parafii został mianowany ksiądz Jan Kęsicki. W związku z tym, że trwały nadal działania wojenne, nie prowadził żadnych prac budowlanych, tylko zabezpieczył świątynię przed dewastacją. Dopiero w 1919 roku ksiądz proboszcz Edward Tyszka przystąpił do kontynuowania przerwanej budowy. Został reaktywowany Komitet Budowy Kościoła, którego przewodniczącym został Józef Bielawski. Rozpoczął on swoją działalność od zbierania środków finansowych na dokończenie budowy świątyni. Dzięki zebranym środkom finansowym, latem 1922 roku rozpoczęto dalszą budowę kościoła. W dniu 9 grudnia 1923 roku nowa świątynia została poświęcona przez księdza kardynała Aleksandra Kakowskiego. W latach 1924–1926 zostały wybudowane obydwie wieże. W 1926 zostały wybudowane mury pod chór kościelny. W 1928 roku na chórze zostały umieszczone organy. W latach 1929–1931, i po przerwie w latach 1934-1936 budowane było prezbiterium i dolny kościół. 
Pierwsze nabożeństwo w ukończonej świątyni zostało odprawione w dniu 17 października 1936 roku. W dniu 2 marca 2014 roku budowla została konsekrowana.